# Michele Corinaldi
Michele Corinaldi (Pisa, 1811 – Pisa, 1874) è stato un politico e poeta italiano, deputato alla Camera dal 1863 al 1865.

## Biografia
Nato da una famiglia pisana di origine ebraica, nel 1838 si trasferì nel Veneto, muovendosi tra Venezia e Padova. Pubblicò alcune poesie a carattere patriottico sulla rivista «Il Pungolo» che nel 1874 furono inserite in una raccolta postuma.
Con la nomina di Francesco Longo a senatore, l'11 gennaio 1863 furono convocate le elezioni suppletive per il collegio che rappresentava, Leno. Per l'occasione, i liberali moderati bresciani candidarono Corinaldi per dare una rappresentanza al Veneto, a quel tempo non ancora facente parte del Regno d'Italia. Egli si presentò nel bresciano con un programma a carattere risorgimentale che chiedeva l'annessione di Venezia e di Roma al regno italiano. Dovette affrontare Carlo Dossi, sindaco di Leno e candidato da una frangia dei liberali moderati che desideravano un politico di origini locali, vincendo al turno di ballottaggio. Il comitato di Dossi e il Circolo Nazionale, che a Brescia raggruppava la Sinistra, dimostrarono episodi di corruzione a favore del voto a Corinaldi, per cui il deputato piemontese Angelo Brofferio chiese e ottenne l'annullamento dell'elezioni. Il collegio fu nuovamente riconvocato l'8 marzo: Corinaldi si ripresentò, sostenuto anche in quest'occasione dai liberali moderati, ed ebbe come avversari lo zanardelliano Teodoro Buffoli e il conte Enrico Martini. Nel ballottaggio del 15 marzo affrontò quest'ultimo e riuscì a essere eletto. Entrò nell'VIII legislatura.
Alle politiche del 1865 Corinaldi si ripresentò nel collegio lenese. Sebbene non fosse sostenuto ufficialmente da «La Sentinella Bresciana», organo di stampa dei liberali moderati che gli aveva preferito Alessandro Legnazzi poi eletto, Corinaldi ottenne un discreto risultato riuscendo a arrivare comunque al ballottaggio.
Morì a Pisa nel 1874.

## Opere
- "Versi di Michele Corinaldi", Padova, Stabilimento tipografico Penada, 1874.